# Microinfusore

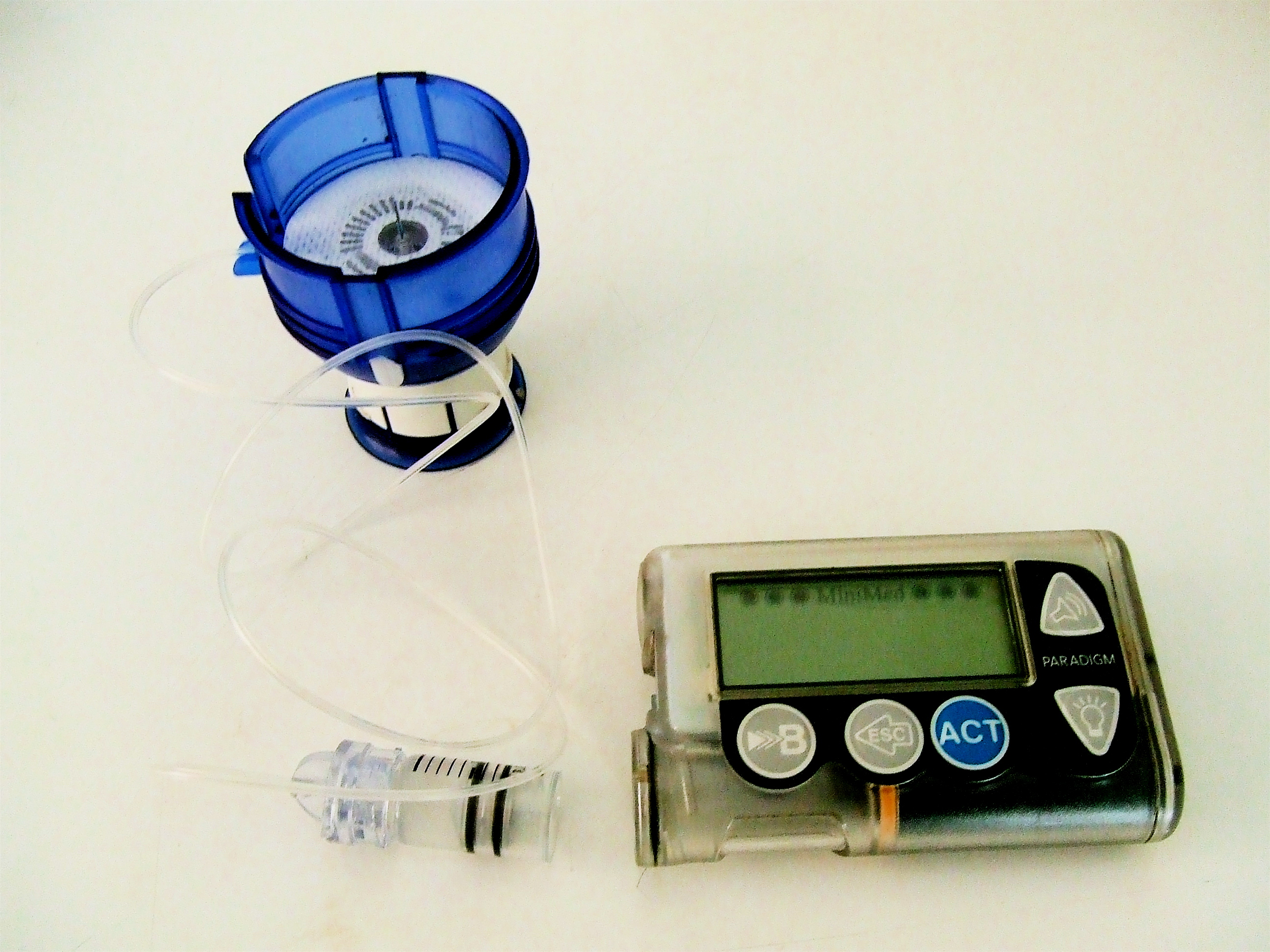
Pompa di insulina.

Il microinfusore o pompa di insulina è un dispositivo che consente l'infusione continua, 24 ore su 24, di insulina nel tessuto sottocutaneo (Continuous subcutaneous insulin infusion oppure CSII) favorendo il raggiungimento del miglior controllo glicemico possibile. Viene usato nella terapia del diabete.

## Storia
La terapia CSII è nata negli anni Sessanta, ma i primi apparecchi per l'infusione erano di grandi dimensioni, difficilmente indossabili, la somministrazione di insulina era molto rudimentale e permetteva nella maggior parte dei casi una sola velocità di infusione basale e in molti casi risultava complessa da gestire. Per questo venne presto abbandonata a favore di altri tipi di somministrazione più pratici e per molti anni la terapia più all'avanguardia è stata quella multiniettiva tramite siringhe o penne da insulina.
All'inizio degli anni Novanta, venne dimostrato come il controllo glicemico ha un ruolo fondamentale nella prevenzione delle complicanze croniche legate al diabete (danni all'occhio, al rene, al cuore ed alle arterie) e la terapia con CSII è tornata di grande attualità: da quel momento sono stati studiati e sviluppati microinfusori sempre più piccoli e portatili e la somministrazione di insulina è stata sempre più precisa e modulabile.

## Funzionamento
Il microinfusore è in grado di somministrare insulina nel tessuto sottocutaneo in due modalità:
- Infusione basale continua, cioè quella che serve a mantenere normali i valori della glicemia nel periodo di digiuno.
- Bolo rapido. È un bolo insulinico regolato e attivato direttamente dalla persona in base alle esigenze del momento (pasto o valori glicemici troppo elevati).

Caratteristica peculiare dei microinfusori moderni è quella di infondere insulina in maniera continua con la possibilità di variare la velocità di infusione durante la giornata secondo le necessità dell'individuo, riproducendo così in modo più preciso la presenza fisiologica dell'ormone nel corpo che varia nell'arco della giornata.

## Caratteristiche
Oggi esistono diversi modelli di microinfusori, ma tutti hanno ormai dimensioni così ridotte da poter essere portati a contatto con il corpo senza che si notino, più o meno come avviene per un qualsiasi telefono cellulare.
I microinfusori più recenti sono dei piccoli computer, in grado di emettere segnali acustici in caso di problemi tecnici di funzionamento (per esempio occlusione del set di erogazione oppure batteria scarica). Il funzionamento è garantito da una batteria che consente un'autonomia variabile da due settimane a due mesi. Grazie all'azione di un motore interno e di un set d'infusione, l'insulina contenuta in un'apposita cartuccia viene iniettata nel tessuto sottocutaneo. 
Il set di infusione si compone di un piccolo ago di plastica, la cannula, collocato sotto la cute assieme a un tubicino, anch'esso in materiale plastico. Ogni due-tre giorni il set deve essere sostituito per evitare infezioni. L'inserimento del set è facilitato dall'uso di un ago introduttore e dall'uso di una pomata anestetica.
Alcuni microinfusori, poi, possono essere integrati con sistemi di monitoraggio continuo della glicemia, per un controllo dei valori glicemici ancora più precisi.

## Indicazioni terapeutiche
Il microinfusore consente di infondere insulina a velocità variabile durante la giornata permettendo di creare un dose insulinica il più aderente possibile alle reali esigenze di ogni singolo individuo nei diversi momenti della sua vita quotidiana. Questo comporta da un lato la possibilità di controllare in maniera più precisa la glicemia nelle diverse fasi della giornata, migliorando il controllo metabolico globale (riduzione dei livelli di emoglobina glicata). Dall'altro, il poter infondere insulina a velocità variabile consente di ridurre il rischio di ipoglicemia perché consente di infondere minor quantità di insulina in quei momenti della giornata dove il fabbisogno è minimo, come ad esempio durante la notte.
I microinfusori utilizzano un solo tipo di insulina sia per i boli che per l'infusione basale e attualmente nella quasi totalità dei casi vengono impiegati analoghi rapidi dell'insulina, la cui azione è più veloce e più breve dell'insulina tradizionale (regolare umana). Questo fa sì che, in caso di ipoglicemia, la riduzione o sospensione dell'insulina porti a una rapida cessazione degli effetti dell'insulina stessa riducendo il rischio di un aggravarsi della situazione (ipoglicemia severa) e permettendo un più rapido ritorno a valori glicemici normali.
La terapia multiniettiva richiede una iniezione ogni volta che c'è necessità di insulina: generalmente 3 iniezioni di insulina rapida per coprire i pasti e una di insulina a lunga durata di azione per coprire i periodi di digiuno. Se durante la giornata si scoprono valori troppo alti o se il soggetto desidera mangiare oltre i pasti regolari, come ad esempio la merenda di un bambino, per poter mantenere buoni valori glicemici è necessario aggiungere ulteriori iniezioni per controllare queste situazioni, arrivando quindi anche a un numero globale di 6-7 o più iniezioni quotidiane. 
La possibilità di praticare boli senza dover fare ogni volta una iniezione che si ha con il microinfusore che permette di controllare, con minor impatto sul paziente, tutti gli eventuali episodi di glicemia troppo alta o di poter effettuare pasti in maniera più libera per quanto riguarda tempi e quantità (ma sempre con la dovuta attenzione raccomandata dallo specialista).
Le varie velocità di infusione insulinica selezionabili permettono di adattare durante la giornata alle reali necessità del momento, con possibilità di ridurre la dose di infusione o anche di sospenderla in maniera temporanea, rendono il microinfusore particolarmente adatto alla gestione dell'attività sportiva anche agonistica.
La terapia con microinfusore, quindi, consente uno stile di vita flessibile, può essere molto utile nei pazienti che soffrono spesso di ipoglicemia o iperglicemia e può essere utilizzata anche nei bambini molto piccoli.
L'apparecchio, inoltre, è particolarmente indicato nei pazienti che presentano una ipersensibilità rispetto all'insulina, poiché consente di somministrare la quantità di ormone necessaria in frazioni più piccole e meglio tollerate.